# Old Stratford
Old Stratford is een civil parish in het bestuurlijke gebied South Northamptonshire, in het Engelse graafschap Northamptonshire met 1996 inwoners.